# Jesper Blomqvist
Lars Jesper Blomqvist, född 5 februari 1974 i Tavelsjö i Västerbotten, är en svensk före detta fotbollsspelare.
Efter tre års allsvenskt spel i IFK Göteborg och framförallt framgångar  i Champions League köptes han av AC Milan 1996. Efter en säsong där såldes han till Parma. Därefter plockades han upp av tränaren Alex Ferguson i Manchester United innan det blev spel gör Everton FC och Charlton Athletic FC.
Efter proffssejouren spelade han i bland annat Djurgårdens IF. År 2005 avslutade han karriären, på grund av skadeproblem. Åren 2008–2012 var han dock löst knuten till flera klubbar och gjorde enstaka inhopp.

## Biografi

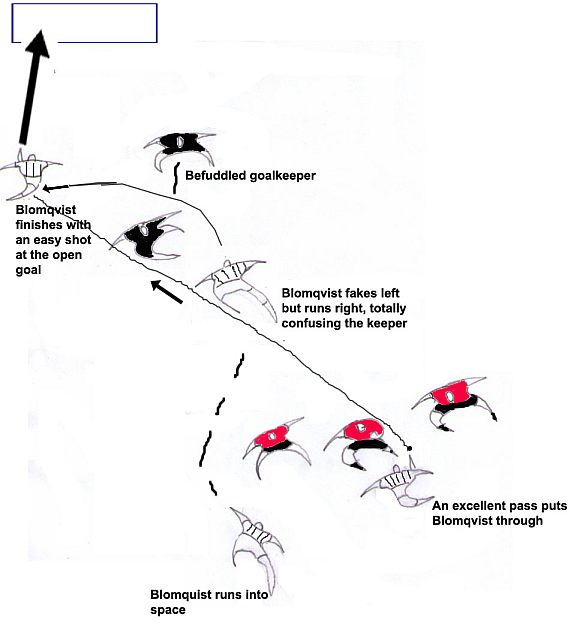
Blomqvists kända mål mot Helsingborgs IF i Allsvenskan 1995, där han fintade målvakten Sven Andersson.

Blomqvist var en snabb vänsterytter men också tämligen skadebenägen. Han startade sin karriär i Tavelsjö AIK och spelade sedan i Umeå FC 1992–1993 innan han slog igenom på riktigt i IFK Göteborg med bland annat framgångar i Champions League.
Det kanske mest kända mål Blomqvist gjort var för IFK Göteborg i en bortamatch mot Helsingborgs IF. Blomqvist sprang sig fri med bollen medan Sven Andersson sprang ut. Istället för att dra med sig bollen lät han den passera Andersson av egen kraft på ena sidan och Blomqvist drog åt den andra sidan. Sekunderna senare satte han bollen säkert i tomt mål.
1994 gjorde Jesper Blomqvist landslagsdebut. Han spelade sammanlagt 30 A-landskamper för Sverige och deltog i VM 1994, där Sverige slutade på tredje plats.
Framgångarna i IFK Göteborg gav Blomqvist ett proffskontrakt i italienska AC Milan, varifrån han flyttade till Parma AC. 1998 köptes han in till Manchester United, som alternativ till Ryan Giggs. Under Blomqvists tid i Manchester United vann klubben tre ligatitlar (1999, 2000 och 2001), en FA Cup-titel (1999) och en UEFA Champions League-titel (1999). Blomqvist gjorde bara ett mål under sin tid i United.
2001 skrev Blomqvist på för Everton FC, och senare flyttade han till Charlton Athletic men där blev det bara 3 matcher från start efter nya skadebekymmer så han återvände till Sverige sommaren 2003 och Djurgårdens IF men nya skadebekymmer gjorde att han bestämde sig för att sluta 2005.
Från sommaren 2008 till hösten 2009 hade Blomqvist huvudansvaret som tränare i Enköpings SK fram tills han den 18 september tvingades lämna klubben.

### Nystart som spelare
Efter skador och avstängningar gjorde Blomqvist den 2 juli 2008 comeback för Enköpings SK i Superettanmatchen mot Degerfors IF som slutade 1–1. Blomqvist gjorde ett inhopp i den 62:a minuten. Han spelade därefter ytterligare ett par matcher under samma säsong.
Våren 2009 ryktades det att Blomqvist var på gång att skriva kontrakt med den hårdsatsande indonesiska klubben Persebaya 1927. Efter besök och visst träningsspel i Indonesien, rann dock det hela ut i sanden. Själv meddelade Blomqvist i augusti att något kontrakt egentligen aldrig varit aktuellt.
Den 23 juni 2009 debuterade Blomqvist i division 4, utlånad som spelare till Enköpings SK:s samarbetsklubb Enköpings IS.
Den 3 juni 2010 gjorde Blomqvist debut i Superettanlaget Hammarby IF i tredje omgången av Svenska Cupen när han blev inbytt i 85:e minuten i lagets 3–1-vinst mot Trelleborgs FF. Den 16 juni 2010 gjorde Blomqvist ytterligare ett inhopp i Hammarby IF i en Superettanmatch mot Ljungskile SK i den 71 minuten. Matchen slutade 1–1. Han var även assisterande tränare i Hammarby under en period.
År 2012 avslutade Blomqvist karriären helt för att satsa på ekonomistudier.

### Övriga aktiviteter
Jesper Blomqvist har på senare år även kunnat ses i olika TV-kanalers underhållningsprogram. Hösten 2008 medverkade han i TV4:s tävling Stjärnor på is, under hösten 2009 medverkade han i TV3:s underhållningssatsning Superstars, 2013 i SVT:s Mästarnas mästare där han blev fyra och 2017 i TV4:s Let's dance som han vann. Blomqvist ingick i bollaget tillsammans med Kennet Andersson och Magnus Wislander som vann jubileumssäsongen av Mästarnas mästare 2018. I november 2022 vann han andra säsongen av Sveriges mästerkock VIP. Han är sedan 2018 vinstutdelare på Postkodlotteriet. Han är även sedan 2018 delägare i Italienska restaurangen 450Gradi på Lidingö.
Han har en son född 2012.

## Meriter
- VM: Brons (1994)
- Kopia av Svenska Dagbladets guldmedalj 1994[9]
- Premier League (3):  (1999, 2000, 2001)
- FA-cupen (1): (1999)
- Uefa Champions League (1):  (1999)
- Allsvenskan: 5 SM-guld (1993, 1994, 1995, 1996 (IFK Göteborg) och 2003 (Djurgårdens IF))